# برونو ماريني
برونو ماريني (بالإيطالية: Bruno Marini)‏ هو عازف جاز وملحن إيطالي، ولد في 18 مايو 1958 في فيرونا في إيطاليا.

## روابط خارجية
- برونو ماريني على موقع ميوزك برينز (الإنجليزية)
- برونو ماريني على موقع أول ميوزيك (الإنجليزية)
- برونو ماريني على موقع ديسكوغز (الإنجليزية)